# Rab4
Rab4 proteiny jsou eukaryotické Rab proteiny, které jsou u člověka kódované geny RAB4A a RAB4B, ale např. u kvasinek chybí. Patří do jedné podrodiny Rab GTPáz spolu s Rab2, Rab11 a Rab14. Rab4A byl objeven první a o jeho funkci je toho známo poněkud více. Účastní se časné endozomální dráhy a recyklace z endozómů zpět na plazmatickou membránu, a to tzv. rychlou recyklační drahou – na rozdíl od Rab11, který se účastní pomalejší dráhy recyklace přes perinukleární recyklační endozómy.